# Roberto Mieres
Roberto Mieres,  argentinski dirkač Formule 1, * 3. december 1924, Mar del Plata, Argentina, † 26. januar 2012, Urugvaj.
Debitiral je v sezoni 1953, ko je nastopil na treh dirkah on ob dveh odstopih s šestim mestom na zadnji dirki sezone za Veliko nagrado Italije le za mesto zgrešil svojo prvo uvrstitev med dobitnike točk. V naslednji sezoni 1954 pa je dosegel dve četrti mesti na Velikih nagradah Švice in Španije, kar je njegova najboljša uvrstitev v karieri, ki jo je ponovil še na dirki za Veliko nagrado Nizozemske v sezoni 1955, ko je dosegel še peti mesti na Velikih nagradah Argentine in Belgije. Po koncu sezone 1955 se je upokojil kot dirkač Formule 1.

## Popolni rezultati Formule 1
(legenda) 
| Leto | Moštvo                    | Šasija              | Motor               | 1       | 2       | 3       | 4       | 5       | 6       | 7     | 8       | 9     | Prv | Toč |
| ---- | ------------------------- | ------------------- | ------------------- | ------- | ------- | ------- | ------- | ------- | ------- | ----- | ------- | ----- | --- | --- |
| 1953 | Équipe Gordini            | Gordini Type 16     | Gordini Straight-6  | ARG     | 500     | NIZ Ret | BEL     | FRA Ret | VB      | NEM   | ŠVI     | ITA 6 | -   | 0   |
| 1954 | Roberto Mières            | Maserati A6GCM/250F | Maserati Straight-6 | ARG Ret | 500     | BEL Ret | FRA Ret | VB 6    |         |       |         |       | 11. | 6   |
| 1954 | Roberto Mières            | Maserati 250F       | Maserati Straight-6 |         |         |         |         |         | NEM Ret |       |         |       | 11. | 6   |
| 1954 | Officine Alfieri Maserati | Maserati 250F       | Maserati Straight-6 |         |         |         |         |         |         | ŠVI 4 | ITA Ret | ŠPA 4 | 11. | 6   |
| 1955 | Officine Alfieri Maserati | Maserati 250F       | Maserati Straight-6 | ARG 5   | MON Ret | 500     | BEL 5   | NIZ 4   | VB Ret  | ITA 7 |         |       | 8.  | 7   |